# آیدیا بنک
آیدیا بنک (انگلیسی: Idea Bank) شرکت خدمات مالی و بانکداری رومانیایی است، که در سال ۱۹۹۸ تأسیس شد.